# Bellubrunnus
Bellubrunnus („Schöner Brunner“) ist eine Gattung der Flugsaurier (Pterosauria) aus dem oberen Jura Mitteleuropas. Ihre einzige Art, Bellubrunnus rothgaengeri, war ein kleiner Vertreter der Rhamphorhynchidae, der sich durch geschwungene Flügelknochen, einen langen Schwanz und kurze, bezahnte Kiefer auszeichnete. Die Gattung ist von einem einzigen Fossil bekannt, einem fast vollständig erhaltenen Jungtier, das in den Brunner Plattenkalken Süddeutschlands gefunden wurde. Bellubrunnus bewohnte zu Lebzeiten einen tropischen, küstennahen Archipel und ernährte sich womöglich von Fischen. 
Die 2002 gefundenen Überreste der Gattung wurden 2012 erstbeschrieben. Sie ähneln denen des spätjurassischen Rhamphorhynchus, mit dem Bellubrunnus wahrscheinlich nahe verwandt war. Die zeitliche und räumliche Nähe beider Gattungen lässt den Schluss zu, dass es sich bei ihnen um Schwestertaxa handelt oder dass Bellubrunnus ein Vorläufer von Rhamphorhynchus war.

## Merkmale

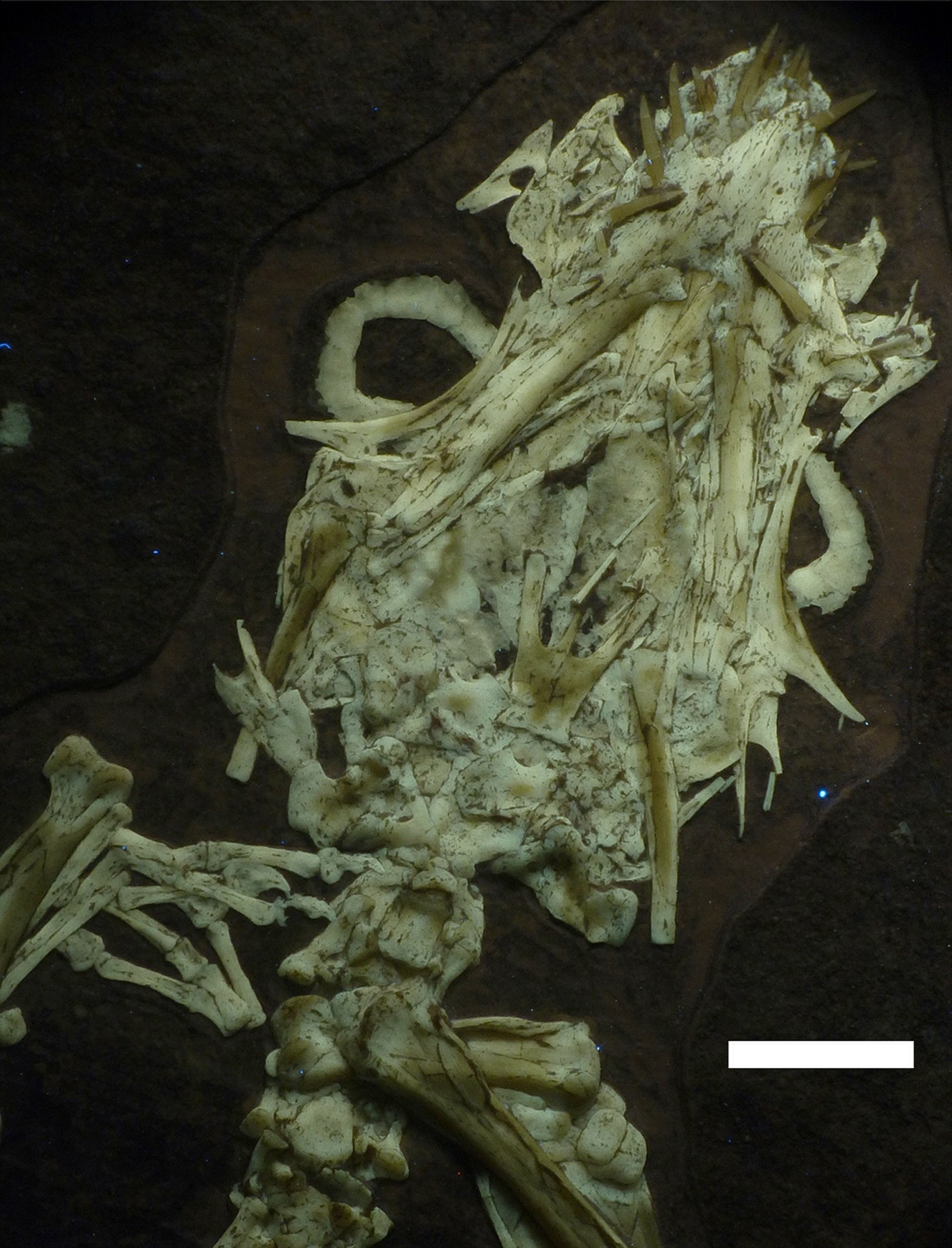
Schädel des Bellubrunnus-Holotyps unter UV-Licht. Erkennbar sind die Zähne und die großen Skleralringe des Tiers. (Maßstabsbalken entspricht 5 mm)

Bellubrunnus war ein typischer Rhamphorhynchide mit langem Schwanz und relativ kurzer Mittelhand. Er besaß bezahnte Kiefer und zeichnete sich durch geschwungene vierte Flügelfingerglieder aus. Da bisher keine ausgewachsenen Exemplare gefunden wurden, lässt sich nur auf die frühe Gestalt der Tiere schließen. Jungtiere von Bellubrunnus besaßen kurze, eher dreieckige Schädel mit relativ sehr großen Augen, wie sich aus den Dimensionen der Skleralringe schließen lässt. Im Mund wiesen sie 20–22 Zähne auf, allerdings ist unklar, wie sie sich räumlich verteilten. Die Zähne waren spitz und gerade geformt und unterschieden sich damit etwa von den rückwärts gekrümmten Zähnen von Rhamphorhynchus. Der Flügelfinger des Holotyps ist 93 mm lang, sein Oberarmknochen 14 mm. Der Schwanz von Bellubrunnus wies nur sehr kurze Prä- und Postzygapophysen und Chevronknochen auf. In ihrer grundlegenden Morphologie zeigte die Gattung deutliche Ähnlichkeiten zu Rhamphorhynchus, unterschied sich von diesem aber vor allem durch die Schwanzwirbel, die geschwungenen Flügelknochen sowie die schwächere Bezahnung.

## Fundort, Fossilmaterial und Stratigraphie
Das einzige Exemplar von Bellubrunnus stammt aus einem Steinbruch nahe dem bayerischen Brunn, wo es Monika Rothgänger 2002 im Rahmen privater Ausgrabungen fand. Es handelt sich um ein fast vollständiges, weitgehend artikuliertes und erhaltenes Skelett eines Jungtieres (Inventarnummer BSP–1993–XVIII–2), das sich mittlerweile im Solnhofener Bürgermeister-Müller-Museum befindet. Seine Fundschicht, die Brunner Plattenkalke, wird auf das späte Kimmeridgium (152,1 mya) datiert. Sie fällt in die Subeumela-Subzone (Beckeri-Zone), wie sich anhand der fossil überlieferten Ammonitenfauna ablesen lässt. Die dort abgelagerten Kalksedimente entstammen einer Lagune, die Teil des jurassischen Archipels im heutigen Süddeutschland war.

## Ökologie

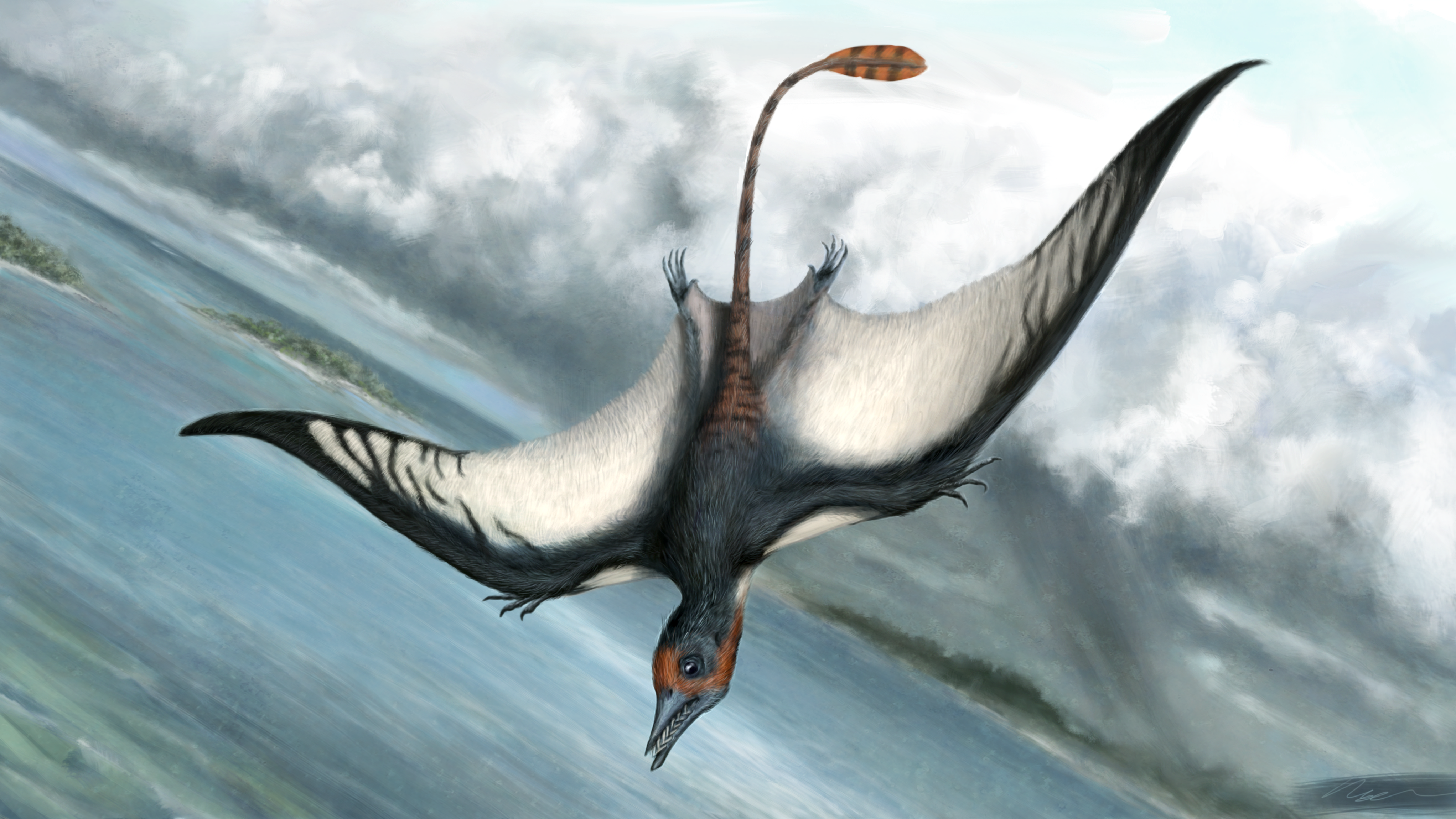
Lebendrekonstruktion von Bellubrunnus über dem jurassischen Archipel Süddeutschlands. Die geschwungenen Flügelfingerspitzen, ein diagnostisches Kennzeichen der Gattung, ermöglichten den Tieren wahrscheinlich wendige Manöver in der Luft.

Das Brunner Ökosystem zeichnet sich gegenüber den etwas jüngeren Solnhofener Schichten durch Riffe und Bioherme aus. Wie auch der ehemalige Archipel von Solnhofen waren sie von einem warmen Klima geprägt. Bisher wurden vorwiegend Überreste von Fischen in der Brunner Lagerstätte freigelegt, neben Bellubrunnus sind ein Schildkrötenjungtier und vier Sphenodontier die einzigen vorgefundenen Landwirbeltiere. Die geschwungenen Flügelenden von Bellubrunnus weisen darauf hin, dass es sich bei den Tieren um wendige Flieger handelte.

## Systematik und Taxonomie
Das von Rothgänger gefundene Exemplar wurde 2012 von David Hone, Helmut Tischlinger, Eberhard Frey und Martin Röper als neue Gattung und Art erstbeschrieben. Sie nannten das neue Taxon Bellubrunnus rothgaengeri. Der Gattungsname bedeutet in etwa „Schöner Brunner“ und bezieht sich auf den Fundort, das Artepitheton ehrt Monika Rothgänger für ihre Erforschung der Fundstätte über viele Jahre hinweg. Auf Basis der allgemeinen Morphologie ordneten Hone und Kollegen das Fossil als einen Vertreter der Rhamphorhynchidae ein, einer Gruppe der Flugsaurier, die im Toarcium das erste Mal auftrat und gegen Ende des Tithoniums ausstarb.  Bellubrunnus zeigt innerhalb der Rhamphorhynchidae vor allem mit Rhamphorhynchus Ähnlichkeiten, der im Tithonium in der gleichen Region lebte. Zwar führten die Autoren keine phylogenetische Analyse durch, allerdings betonten sie die Möglichkeit, dass es sich bei Bellubrunnus und Rhamphorhynchus um Schwestertaxa handeln könnte. Da beide Gattungen aber bislang nicht sympatrisch gefunden wurden, könnte Bellubrunnus auch der direkte Vorläufer der Gattung Rhamphorhynchus sein.